# Szentgáli-kőlik
A Szentgáli-kőlik Magyarország fokozottan védett barlangjai közül az egyik. A Bakony hegységben lévő Szentgálon található. Magyarország dolomitban kialakult második leghosszabb barlangja. Turista útikalauzokban is szerepel az üreg.

## Leírás
A Balaton-felvidéki Nemzeti Parkban, a Mecsek-hegy ÉNy-i lejtőjén, az Alszegi-rét felett, 370 m tengerszint feletti magasságban, 50 m-rel a völgytalp felett nyílik. Kb. 1 km-es gyaloglással érhető el Szentgál központjától a DK felé tartó piros sáv jelzésű turistaúton a piros barlangjel jelzésű ösvény. Ez a turistaösvény 100 m-nél kicsit hosszabb, nagyon meredek és ez vezet bejáratához.
A barlang járatainak hossza 420 m és mélysége 39 m. Bejárata DNy-ra néző, 4,2 m széles, 2,5 m magas, denevér röpnyílással ellátott vasajtóval lezárt, részben beomlott sziklaeresz. A közel vízszintesen települt felső triász fődolomit vastagpados kőzetében kialakult, általában keskeny hasadékszerű és magas járatok szerkezeti vonalak, törések mentén képződtek. Az omlással keletkezett kis termek csak ott jöttek létre, ahol törésvonalak metszik egymást. Valószínűleg keveredési korrózió hatására keletkezett.
A barlangi képződmények közül meg kell említeni a Nagy-terem heliktitjeit, a néhány helyen megőrződött lemezes kalcitkiválásokat, a néhány 0,5 m magas és néha karvastagságú cseppkőoszlopot, amelyek dolomitban kialakult barlangban ritkák, az állócseppköveket és a függőcseppköveket, amelyek képződése napjainkban is folyamatban van, valamint a falakon néhány helyen látható borsóköveket.
Hőmérséklete átlagos, kb. 10 °C. Fontos téli szálláshely denevérek számára. 8 denevérfajt figyeltek meg benne, ebből 2 fokozottan védett faj. Legnagyobb jelentősége állattani szempontból az, hogy alkalmilag a nagy patkósdenevér is előfordul itt. Felső részein néha pelék élnek. A barlang le van zárva és megtekintéséhez a Balaton-felvidéki Nemzeti Park Igazgatóság engedélye szükséges. A denevérek téli nyugalmi időszakában nem lehet látogatni. Barlangjáró alapfelszereléssel járható.
Magyarország dolomitban kialakult második leghosszabb barlangja. Magyarország dolomitban kialakult leghosszabb barlangja a Kessler Hubert-barlang.
Előfordul a barlang az irodalmában Kő-lik (Bertalan, Schőnviszky 1973–1974), Kőlik (Dornyay 1927), Kőlik-barlang (Gazdag 1990), Kő-lik-barlang (Futó 1992), Kő-lik barlang (Ilon 1993), Kő-lyuk-barlang (Futó 2003), Mecsekhegyi Kőlik (Bertalan 1938), Mecsek-hegyi-kőlik (Kordos 1984), Mecsekhegyi-kőlik (Futó 2003), Mecsekhegyi-kőluk (Kordos 1984), Mecsekhegyi sziklaüreg (Bertalan 1976) és Szentgáli Kőlik (Gyurkó 1993) neveken is.

## Kutatástörténet
A barlang első nyomtatott leírása 1927-ben látott napvilágot, amelyet Dornyay Béla írt. Az 1927-ben kiadott, Bakony című útikalauzban az van írva, hogy a Mecsek-hegy (451 m) Ny-i oldalán, sűrű erdőben felkapaszkodva érhető el a hegy fődolomit sziklafalában található Kőlik nevű kis barlang. A barlang Ny-ra tekintő bejárata 2 m széles. A barlang 4 m hosszú, 2–3 m széles. A barlangból É-ra egy meredeken lefelé vezető kürtő indul, amely 80 cm széles és 50 cm magas. Az 1932-ben kiadott, Az Aggteleki cseppkőbarlang és környéke című könyvben, a Bakony hegység barlangjairól szóló részben szó van arról, hogy a Kőlik Szentgál közelében, a Mecsek-hegy dolomitjában helyezkedik el. Az ismertetés 1 irodalmi mű alapján lett írva. Az 1937-ben megjelent és Szeghalmy Gyula által írt könyvben az olvasható, hogy Szentgál közelében, kanyonszerű mély völgy felett emelkedik a Mecsek-hegy, amelynek dolomit sziklafala rejtegeti a Kőlik nevű barlangot. Leleteiből következtetve a barlanglakó ős egyik tanyája volt.
Az Országjárás 1942. évi évfolyamában meg lett említve, hogy Szentgál végén, a Mecsek-hegy dolomit sziklafalában van a barlang. 1951-ben régészeti védelem alá helyezték. Az 1955-ben megjelent Bakony útikalauzban részletesen le van írva a barlang. Az 1976-ban befejezett és Bertalan Károly által írt, Magyarország barlangleltára című kéziratban az olvasható, hogy a Bakony D-i részén lévő, szentgáli Mecsekhegyi Kőlik másik neve Mecsekhegyi sziklaüreg. Szentgáltól DK-re 2,5 km-re, a Mecsek-hegy csúcsától ÉNy-ra 1100 m-re, kb. 400 m tszf. magasságban helyezkedik el. Az omladozó kőfülkéből induló kúszójárat fődolomitban jött létre. A barlang 12 m hosszú, 1–4,5 m széles és 4 m mély. A kézirat barlangra vonatkozó része 4 irodalmi mű alapján lett írva.
A Bertalan Károly és Schőnviszky László által összeállított, 1976-ban megjelent Magyar barlangtani bibliográfia barlangnévmutatójában meg van említve a Bakonyban, a Szentgál közelében található Mecsek-hegy dolomitjában lévő barlang Kő-lik néven. A barlangnévmutatóban fel van sorolva 5 irodalmi mű, amelyek foglalkoznak a barlanggal. Az 1984-ben kiadott, Magyarország barlangjai című könyv országos barlanglistájában szerepel a barlang Mecsek-hegyi-kőlik néven Mecsekhegyi sziklaüreg és Mecsekhegyi-kőluk névváltozatokkal. A listához kapcsolódóan látható a Déli-Bakony, a Balaton-felvidék és a Keszthelyi-hegység barlangjainak földrajzi elhelyezkedését bemutató 1:500 000-es méretarányú térképen a barlang földrajzi elhelyezkedése. Az 1984-ben megjelent, Lista a Bakony barlangjairól című összeállítás szerint a Déli-Bakonyban, a 4430-as barlangkataszteri tájegységben, Szentgálon helyezkedik el a Mecsek-hegyi-kőlik. A karsztos barlang 12 m hosszú és 3 m mély.
1985-ben kezdte el a jelentéktelennek tűnő barlang kutatását a Heliktit Barlangkutató Csoport. Az egyre intenzívebb feltáró kutatásoknak köszönhetően hamar többszörösére nőtt a járathossz és értékes régészeti leletek, rézkori edénytöredékek, bronzkori urnák és cseréptöredékek, római kori érmék, valamint Árpád-kori fazekak maradványai kerültek elő belőle. A kitöltés őslénytani leleteket is tartalmazott, például barlangi medve koponyacsontot. Az I. e. 9. századból származó urnasíros kultúra alapján feltételezik, hogy a helyet temetkezési szertartás céljára használták.
Ennek a kultúrának leletei a nagy számban előkerült kerámiák, egy holdidol töredéke, emberi koponyák, égett fadarab és sok egyéb csont voltak. Valószínűleg nem csak menedékhelynek, hanem talán temetkezési-szertartási helyként is igénybe vették. A régészeti leletmentést és az értékelést a Pápai Múzeum régésze, az őslénytani vizsgálatokat a Magyar Természettudományi Múzeum paleontológusa, a földtani kutatásokat a Bakonyi Természettudományi Múzeum geológusa végezte. 1985-ben az Építők SE Heliktit Barlangkutató Csoport készítette el a barlang első térképét. 1988-ban lett lezárva a barlang bejárata.
1990-ben a Heliktit Barlangkutató Csoportnak volt kutatási engedélye a barlang kutatásához és a csoport folytatta a Régész-járat feltárását. Egy 1991. augusztus 26-i bejárás alapján emlékezetből barlangkataszteri törzslap készült róla. 1993-ban készült el a barlang új alaprajz térképe. 1993. április 8-tól a környezetvédelmi és területfejlesztési miniszter 12/1993. (III. 31.) KTM rendelete szerint a Bakony hegységben lévő Szentgáli Kőlik fokozottan védett barlang. Elsősorban régészeti jelentősége és morfológiai értékei miatt lett fokozottan védett barlang. 1995-től 1999-ig hőmérséklet méréseket végeztek benne. 1998. május 14-től a környezetvédelmi és területfejlesztési miniszter 13/1998. (V. 6.) KTM rendelete szerint a Balaton-felvidéki Nemzeti Park Igazgatóság illetékességi területén, a Bakony hegységben található Szentgáli-barlang és Szentgáli Kőlik az igazgatóság engedélyével látogathatók. 1999-től a Veszprémi Egyetemi Barlangkutató Egyesület kezdte el kutatni. Az egyesület nagy mennyiségű kitöltés eltávolításával újabb járatokat tett járhatóvá.

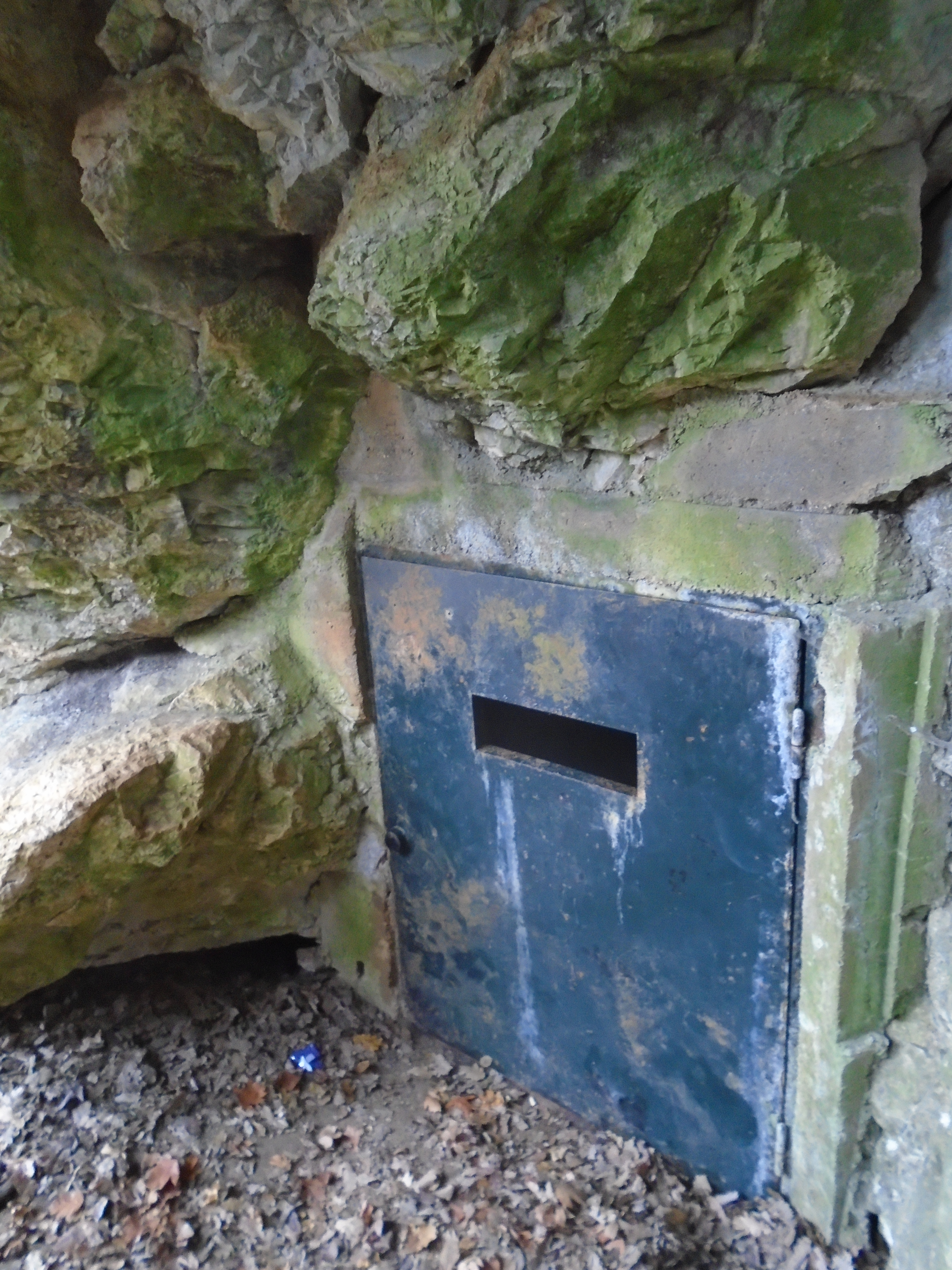
A barlang ajtaja

2000-ben Schäfer István rajzolta meg a barlang két alaprajz térképét, a Bejárati-akna hossz-szelvény térképét, a Nagy-termi-akna alaprajz térképét és hossz-szelvény térképét, a 10-es-kürtő alaprajz térképét, hossz-szelvény térképét és keresztmetszet térképét, az Új-termi-járat alaprajz térképét, hossz-szelvény térképét és keresztmetszet térképét, valamint a 9-es-akna és a Körjárat két alaprajz térképét, hossz-szelvény térképét és keresztmetszet térképét. Amikor az egyesület elkezdte kutatni a barlangot, akkor a barlang 180 m hosszú volt. 2000–2003 között a Veszprémi Egyetemi Barlangkutató Egyesület tagjai mérték fel a barlangot, majd szerkesztették meg a barlang alaprajz térképét, hosszmetszet térképét és keresztmetszet térképét, a Régész-járat hosszmetszet térképét, a régi részek hosszmetszet térképét és a 2002-ben felfedezett, új részek hosszmetszet térképeit. A térképeket Schäfer István szerkesztette és rajzolta. 2002-ben a barlang hossza (azaz a barlangban végigvezetett poligon hossza) 298 m, mélysége 36 m és függőleges kiterjedése 39 m volt.
2001. május 17-től a környezetvédelmi miniszter 13/2001. (V. 9.) KöM rendeletének értelmében a Bakony hegység területén lévő Szentgáli-kőlik fokozottan védett barlang. Egyidejűleg a fokozottan védett barlangok körének megállapításáról szóló 1/1982. (III. 15.) OKTH rendelkezés hatályát veszti. A 2003-ban megjelent, Magyarország fokozottan védett barlangjai című könyvben lévő barlangismertetés szerint 370 m tengerszint feletti magasságban nyílik, 296 m hosszú, 39 m függőleges kiterjedésű és 35 m vízszintes kiterjedésű. A könyvben található, Egri Csaba és Nyerges Attila által készített hosszúsági lista szerint a Bakony hegységben lévő és 4430-1 barlangkataszteri számú, 2002-ben 296 m hosszú Szentgáli-kőlik Magyarország 78. leghosszabb barlangja 2002-ben.
A 2005-ben napvilágot látott, Magyar hegyisport és turista enciklopédia című kiadványban önálló szócikke van a barlangnak. A szócikk szerint a Szentgáli-kőlik a Bakony hegységben található és fokozottan védett természeti érték. A Szentgál mellett található Mecsek-hegy oldalában, 370 m tengerszint feletti magasságban van a bejárata. A 296 m hosszú és 39 m függőleges kiterjedésű üregrendszer triász dolomitban jött létre. Jellegzetes formái arra utalnak, hogy karsztvízszint alatt oldódott ki. Feltárását 1985-ben kezdte el a Heliktit Barlangkutató Csoport. Az 1987-től több éven keresztül tartó ásatással rézkori edénytöredékeket, bronzkori urnákat, római pénzérmét és Árpád-korból származó fazekak maradványait tárták fel. A kitöltésben őslénytani leletek is voltak, pl. egy barlangi medve koponyacsontja. Az i. e. 9. századból származó urnasíros kultúra alapján valószínűleg temetkezési szertartás céljára használták a helyet. Engedéllyel járható a lezárt barlang.
2005. szeptember 1-től a környezetvédelmi és vízügyi miniszter 22/2005. (VIII. 31.) KvVM rendelete szerint a Balaton-felvidéki Nemzeti Park Igazgatóság működési területén, a Bakony hegységben található Szentgáli-kőlik a felügyelőség engedélyével látogatható. 2005. szeptember 1-től a környezetvédelmi és vízügyi miniszter 23/2005. (VIII. 31.) KvVM rendelete szerint a Bakony hegységben lévő Szentgáli-kőlik fokozottan védett barlang. 2005 nyarán fedezte fel az egyesület a Cseppköves-ágat. Az új járatokat 2006 tavaszán Schäfer István által vezetve mérték fel. A barlang a felmérés előtt 298 m hosszú, 39 m mély és 43,7 m függőleges kiterjedésű volt, a felmérés után pedig 419,9 m hosszú lett. A Schäfer István által szerkesztett és rajzolt térkép a Cseppköves-ág alaprajzát, vetített hosszmetszetét és keresztmetszeteit ábrázolja.
2007. március 8-tól a környezetvédelmi és vízügyi miniszter 3/2007. (I. 22.) KvVM rendelete szerint a Balatoni Nemzeti Park Igazgatóság működési területén lévő Bakony hegységben elhelyezkedő Szentgáli-kőlik az igazgatóság engedélyével tekinthető meg. 2008-tól indult be a barlangi kalandturizmus a barlangban. 2013. július 19-től a vidékfejlesztési miniszter 58/2013. (VII. 11.) VM rendelete szerint a Szentgáli-kőlik (Bakony hegység, Balaton-felvidéki Nemzeti Park Igazgatóság működési területe) az igazgatóság hozzájárulásával látogatható. 2013. augusztus 12-től a belügyminiszter 43/2013. (VIII. 9.) BM rendelete szerint a Veszprém megyei, szentgáli, 4430-1 barlangkataszteri számú és 75177 lelőhely-azonosítójú Szentgáli-kőlik régészeti szempontból jelentős barlangnak minősül.
A 2012–2014. évi Karszt és Barlangban közölve lett, hogy a turistáknak kiépített Szentgáli-kőlikat 2012-ben 316 fő, 2013-ban 211 fő, 2014-ben 426 fő látogatta meg overállos barlangtúrán. 2015. november 3-tól a földművelésügyi miniszter 66/2015. (X. 26.) FM rendelete szerint a Szentgáli-kőlik (Bakony hegység) fokozottan védett barlang. 2021. május 10-től az agrárminiszter 17/2021. (IV. 9.) AM rendelete szerint a Szentgáli-kőlik (Bakony hegység, Balaton-felvidéki Nemzeti Park Igazgatóság működési területe) az igazgatóság engedélyével látogatható. A 13/1998. (V. 6.) KTM rendelet egyidejűleg hatályát veszti.

## Látogatási statisztika
Turistáknak való kiépítése után overállos barlangtúra során ennyien tekintették meg:
| év              | 2008 | 2009 | 2010 | 2011 | 2012 | 2013 | 2014 | 2015 | 2016 | 2017 | 2018 |
| látogatók száma | 305  | 671  | 548  | 437  | 316  | 211  | 426  | 293  | 264  | 253  | 79   |

## További irodalom
- Futó János – Huber Á.: Kiválási képződmények a Szentgáli-kőlik új szakaszaiban. A Bakonyi Barlangkutató Egyesületek Szövetsége évkönyve, 2004–2005. Veszprém, 2006. 17–22. old.
- Ilon Gábor: A Szentgál Mecsek-hegyi Kő-lik-barlang régészeti emlékei. Tapolcai Városi Múzeum Közleményei, 1991. (2.) 83–96. old.
- Schäfer István Zsolt – Gyurman Csaba: A szentgáli Kő-lik feltárásának újabb eredményei. A Veszprémi Egyetemi Barlangkutató Egyesület munkájának eredményei 1989–1999. Veszprém, 1999. 15–20. old.
- Schäfer István Zsolt – Futó János: A Szentgáli-kőlik Cseppköves-ágának feltárási eredményei. A Bakonyi Barlangkutató Egyesületek Szövetsége évkönyve, 2004–2005. Veszprém, 2006. 11–15. old.
- Szenthe István: Egyes barlangok keletkezése. Kézirat, 1984. 7. old.